# أحمد السبتي
أبو العباس أحمد الزاهد بن هارون الرشيد بن محمد المهدي بن أبو جعفر المنصور العباسي الهاشمي المعروف بالسبتي كان عبدا صالحا ترك الدنيا في حياة أبيه مع القدرة ولم يتعلق بشيء من أمورها وأبوه خليفة الدنيا وآثر الانقطاع والعزلة وإنما قيل له السبتي لأنه كان يتكسب بيده في يوم السبت شيئا ينفقه في بقية الأسبوع ويتفرغ للاشتغال بالعبادة فعرف بهذه النسبة ولم يزل على هذه الحال وقد ولد يوم كان أبوه وليا للعهد في عهد ولاية عمه الهادي وقد توفي سنة اثنان وتسعين ومائة قبل موت أبيه، وأخباره مشهورة، وذكره ابن الجوزي في شذور العقود وفي صفوة الصفوة، وهو مذكور في كتاب التوابين وفي كتاب المنتظم أيضا.

## نسبه
أحمد بن هارون الرشيد بن محمد المهدي بن أبوجعفر المنصور بن محمد بن علي بن عبدالله بن العباس بن عبدالمطلب بن هاشم.

## زهده
عاش «أحمد» زاهدا، عابداً، لا يأكل إلا من عمل يده، وكان يعمل فاعلاً، «أجيراً» في الطين، رأس ماله مجرفة يجمع بها التراب، وزنبيل «قفة» يحمل بها ما جمع، ليجلعه طينا، ثم يستعمله في الأغراض التي يصلح لها.
كان يعمل يوماً واحداً في الأسبوع «يوم السبت» ويحصل على أجر مقداره درهم ودانق، «جزء من الدرهم» ثم يقبل على العبادة بقية أيام الأسبوع.
قيل: إن أمه «زبيدة» وصحح «ابن كثير» في «البداية والنهاية» ج/ 10 ص 191: أنه ابن امرأة كان «الرشيد» قد أحبها وتزوجها قبل توليه الخلافة، ويبدو أن ذلك لم يكن عن أمر والده أو مشورته، فلما حملت منه بـ «أحمد» هذا أرسلها إلى البصرة، وأعطاها خاتماً من ياقوت أحمر، وأشياء نفيسة، وأمرها إذا أفضت إليه الخلافة أن تأتيه، وكان الرشيد يتابع أخبارها، ويرسل إليها ما يصلح حالها، وبلغه أنها وضعت مولوداً سمته «أحمد».
فلما صارت الخلافة إلى هارون الرشيد لم تأته ولا ولدها، بل اختفيا، وبلغه أنهم ماتا، ولم يكن الأمر كذلك، وبحث عنهما، فلم يطلع منهما على خبر، وكان «أحمد» يعمل بيده ويأكل من كدِّ يده.

## رحيله إلى بغداد
رجع «أحمد» إلى بغداد، وعاش عاملاً يعمل في الطين يوم السبت، ليقتات وأمه مما يكسبه طوال أيام الأسبوع، ولا يذكر للناس من هو، ولا من يكون، لا يسعى في الدنيا إلا إلى مرضاة ربه، وكسب رضا والدته، التي وافقته على ما أراد، ولم تفصح عن أمرها، احتراما لرغبة ولدها. ثم توفيت والدته، وقبل وفاتها أعطت الخاتم الذي وهبها إياه هارون الرشيد إلى ولدها، ولم يغير أحمد شيئا مما نشأ عليه، فهو في عمله كل سبت وفي انقطاع إلى الطاعة والعبادة بقية الأيام إلى ان توفى.

## مع والده
كان بقية أولاد الرشيد الأمين والمأمون، والمعتصم والقاسم. بجانب ابن خامس هو أكبرهم ظلَّ مجهولا لدى الناس حتى مات وهو " أحمد بن الرشيد " الذي عاش عابِدًا زاهدا وترك مُلكَ أبيه واشتغل بالطين وقد ذكره المؤرخ ابن كثير في البداية والنهاية فقال: " كان زاهدا عابدا قد تنسّك، وكان لا يأكل إلا من عمل يده في الطين، كان يعمل فاعلا فيه، وليس يملك إلا مروا وزنبيلا - أي: مجرفة وقُفَّة - وكان يعمل في كل جمعة بدرهم ودانق يتقرب بهما من الجمعة إلى الجمعة، وكان لا يعمل إلا في يوم السبت فقط، ثم يقبل على العبادة بقية أيام الاسبوع. وكان من امراة اسمها عصماء في قول بعضهم، وهو الصحيح وأنها من امرأة كان الرشيد قد أحبها فتزوجها في شبابه فحملت منه بهذا الغلام، ثم إن الرشيد تركها عندما خرج للجهاد في أرض الروم ذات مرة ولم تكن ولدت وأعطاها خاتما من ياقوت أحمر، وأشياء نفيسة، وأمرها إذا أفضت إليه الخلافة أن تأتيه. فلما صارت الخلافة إليه بعد أبيه لم تأته ولا ولدها، بل اختفيا، وبلغه أنهما ماتا، ولم يكن الأمر كذلك، ويقال ان ابعادهما كان بمكيدة زبيدة تارة والبرامكة تارة أخرى، وفحص عنهما فلم يطلع لهما على خبر، فكان هذا الشاب يعمل بيده ويأكل من كدها، ثم رجع إلى بغداد، وكان يعمل في الطين، هذا وهو ابن أمير المؤمنين!! ، ولا يذكر للناس من هو إلى أن اتفق مرضه في دار من كان يستعمله في الطين ويقال انه قريب امه ابن أبو العتاهية الشاعر الذي كان طيانا بناء فمرَّضه عنده. فلما احتضر أخرج الخاتم وقال لصاحب المنزل: اذهب بهذا إلى الرشيد وقل له: صاحب هذا الخاتم يقول لك: إيَّاكَ أن تموت في سكرتك هذه فتندم حيث لا ينفع نادما ندمه، واحذر انصرافك من بين يدي الله إلى الدارين، وأن يكون آخر العهد بك، فإن ما أنت فيه لو دام لغيرك لم يصل إليك، وسيصير إلى غيرك، وقد بلغك أخبار من مضى. قال: فلما مات دفنته، وطلبت الحضور عند الخليفة، فلما أوقفت بين يديه قال: ما حاجتك؟!! قلت: هذا الخاتم دفعه إليّ رجل وأمرني أن أدفعه إليك، وأوصاني بكلام أقوله لك. فلما نظر الخاتم عرفه فقال: ويحك وأين صاحب هذا الخاتم؟!! قال: فقلت: مات يا أمير المؤمنين. ثم ذكرت الكلام الذي أوصاني به، وذكرت له أنه يعمل بالفاعل في كل جمعة يوما بدرهم وأربع دوانيق، أو بدرهم ودانق، يتقوت به سائر الجمعة، ثم يقبل على العبادة. قال: فلما سمع هذا الكلام قام فضرب بنفسه بالأرض وجعل يتمرغ ويتقلب ظهرا لبطن ويقول: والله لقد نصحتني يا بني، ثم بكى، ثم رفع رأسه إلى الرجل وقال: أتعرف قبره ؟!! قلت: نعم!! أنا دفنته. قال: إذا كان العشي فائتني. فقال: فأتيته فذهب إلى قبره فلم يزل يبكي عنده حتى أصبح، ثم أمر لذلك الرجل بعشرة آلاف درهم، وكتب له ولعياله رزقا.

## مرض أحمد ووفاته
لم تذكر المصادر كم دام على هذه الحال، غير أن «ابن كثير» في البداية والنهاية ذكر أنه قد اتفق مرضه في دار من كان يستعمله في الطين، وأن الرجل كان كريماً معه، فأشرف على تمريضه ورعايته حتى اللحظات الأخيرة من حياته.
وصية من الولد إلى الوالد:
لما اشتد به المرض وحضره أمر الله تعالى أخرج الخاتم، وقال لصاحب المنزل: اذهب إلى «الرشيد» وقل له«: صاحب هذا الخاتم يقول لك: إياك أن تموت في سكرتك هذه، فتندم حيث لا ينفع نادماً ندمه، واحذر انصرافك من بين يدي الله إلى الدارين، فإن ما أنت فيه لو دام لغيرك لم يصل إليك، وسيصير إلى غيرك، وقد بلغلك خبر من مضى»، قال : هذا وفاضت روحه إلى خالقها، وذلك في عام أربعة وثمانين ومائة.
باشر الرجل تجهيزه ودفنه، وهو لا ينفك عن التفكير فيما رأى وسمع، ترى من يكون هذا الرجل؟وما سر هذا الخاتم الذي أعطاني؟ وما الذي سيحصل إذا ما أبلغت الخليفة بذلك.
أسئلة حائرة، ليس ثمة ما يهدي إلى جواب عن بعضها، ولا إلى إشارة تهدي إلى شيء يفك هذا اللغز الحائر المحير.
ولكن الرجل في نهاية المطاف صمم أن يسعى للوصول إلى الرشيد وإبلاغ الأمانة، وليكن ما أراد الله.

## اكرام من دفن السبتي الزاهد
دخل الحاجب وأخبر الخليفة أن في الباب رجلاً من العامة يزعم أن لديه سراً يخص أمير المؤمنين، أذن «الرشيد» بإدخاله، فلما دخل سأله ما حاجتك؟ وما وراءك؟ قال الرجل: يا أمير المؤمنين، هذا الخاتم دفعه إليَّ رجل، وأمرني أن أدفعه إليك، وأوصاني بكلام أقوله لك.
فلما نظر في الخاتم عرفه قال: ويحك! وأين صاحب هذا الخاتم؟ قال الرجل: مات يا أمير المؤمنين، وذكر له الكلام الذي أوصاه به، وأن الرجل كان يعمل بالفاعل يوما من كل جمعة بدرهم ودانق، يتقوت به سائر أيام الجمعة، ثم يقبل على العبادة.
فلما سمع الرشيد هذا الكلام قام فضرب بنفسه الأرض، وجعل يتمرغ فيها ظهراً لبطن، ويقول: والله لقد نصحتني يا ولدي، ويشهق من شدة البكاء.
ثم رفع رأسه إلى الرجل وقال: أتعرف قبره؟ قال: أنا دفنته، قال الرشيد: إذ كان العشي فائتني، فلما كان العشي ذهب به إلى قبره فجلس عند رأسه، وبكى طويلاً، حتى كاد يصبح، ثم أمر للرجل بعشرة آلاف درهم، وكتب له ولعياله رزقاً.

## ضريح أحمد السبتي
يقول المؤرخ عماد عبد السلام رؤوف: الزاهد أحمد السبتي ابن الخليفة الرشيد، هو مدفون في مقبرة صغيرة تقع اليوم في محلة النصة من محلات حي الأعظمية من احياء بغداد، كانت تعرف في العصر العباسي بمشهد النذور، سميت بذلك لأنها كما قيل لا ينذر عندها أحد الا صح نذره، وأول من دفن فيه رجل من العلويين هو عبيد الله العلوي، لذا فقد عرف ابضا بمشهد عبيد الله العلوي، وقد دفن إلى جانبه أحمد السبتي ابن الخليفة هارون الرشيد، ثم دفن في هذا المشهد آخر خلفاء بني العباس، الخليفة المستعصم بالله، وكانت كنته السيدة شاهلبني شمس الضحى الأيوبية، زوجة أبي العباس أحمد ولي عهد الخلافة العباسية، قد أخرجت جثمانه من مدفنه الأول الذي غيبه فيه المغول وأعادت دفنه في هذا المكان وشيدت عليه قبة وأنشأت لنفسها ضريحاً إلى جانبه وأوصت بأن تدفن فيه، ثم ان ابنتها رابعة، حفيدة المستعصم، دفنت في قبة أنشأتها قرب هذا الضريح بعد حين، فعرف المكان كله بمشهد أم رابعة وما زال الأعظميون يعرفونه بهذا الأسم حتى اليوم. وكنت قد كتبت بحثا عن هذا المشهد لا سيما حادثة دفن الخليفة الشهيد فيه منذ نحو عقدين، في مجلة الرسالة الإسلامية التي تصدرها وزارة الأوقاف العراقية، وكان هذا البحث سببا في قيام السلطات في حينه باعادة بناء المشهد على نحو يليق بمكانة الثاوين فيه، وأنشأت إلى جانبه مسجدا باسم مسجد المستعصم بالله.

## انظر
- ضريح أحمد السبتي .